# 六啤半
六啤半是香港商業電台商業二台（今叱咤903）在1970年代的13位最受歡迎的唱片騎師。廣東話「啤」是英語「pair」的諧音，即「一對」的意思，六啤半得名是因為這13位剛剛好是六女七男。他們曾代表著香港樂壇的一段光輝時刻，以及當代年青人的集體回憶。他們除了推出了一張同名大碟以外，還主演過無綫電視的電視節目《愛情安歌》。在成長後有不少都成為日後香港娛樂界獨當一面的人物。例如：俞琤成為了商業電台的執行董事、湯正川和陳少寶後來都成為了唱片公司的高層、曾路得和盧業瑂都是香港知名的歌唱導師。即使是身故的鍾保羅，當年亦是香港有名的主持人。

## 緣起及成員
六啤半名號源於1978年，時任商業電台唱片騎師俞琤與楊振耀共同商討新搞作，楊振耀想起撲克遊戲十三張中「六啤半」通殺，剛好能配上商業二台13位唱片騎師，因而得名。
成員包括關西蒙、曾路得、鍾保羅（已故）、盧業瑂、俞琤、楊振耀、湯正川、陳少寶、樂仕、錢錢、朱明銳、蘇施黃及梁安琪。

## 音樂專輯
- 1980年：《六啤半》

## 電視劇
- 1982年：無綫電視《愛情安歌》

## 外部連結
- 六啤半-李純恩 （页面存档备份，存于）